# Piotr Buldeski
Piotr Buldeski, ps. „Pastor” (ur. w 1949, zm. 6 lutego 2005 w Brisbane) – polski wokalista, autor, kompozytor, tłumacz piosenek Boba Dylana (jego tłumaczenia zostały wysoko ocenione przez piosenkarza). Niegdyś czołowa postać polskiej sceny folkowej.

## Życiorys
Był współtwórcą komuny hipisowskiej na warszawskiej Sadybie (willa na ul. Cyganeczki). Współzałożycielami byli także: Marek Zwoliński (psycholog) i Marek Liberski – Baluba (fotografik i podróżnik). W drugiej połowie lat sześćdziesiątych współpracował z ustecką grupą rockową 74 Grupa Biednych. W 1971 roku założył z Dominikiem Kutą i Markiem Migdalskim działającą przy Klubie Piosenki ZAKR w warszawskim hotelu Bristol, folk-rockową Rodzinę Pastora w której pełnił rolę wokalisty, basisty i autora tekstów. Do zespołu dołączyła wokalistka Maria Figiel, w styczniu 1972 roku zastąpiona przez Zofię Borcę. Koncerty w Bristolu zjednały grupie uznanie fanów, wystąpiła też z powodzeniem w klubie Stodoła. W latach 1971–1972 Rodzina Pastora nagrywała dla Telewizji Polskiej i w Polskim Radiu (piosenka A gdy leci głaz dostała się na listy przebojów i często była emitowana na antenie radiowej), ponadto została zaproszona do wzięcia udziału w koncercie „Debiuty” Festiwalu Opole'72, jednak wkrótce zespół uległ rozwiązaniu. Niedługo potem ukazała się jego jedyna płyta czwórka (EP, Muza – N-0708) z utworami: A gdy leci głaz, Ogon pawia, Zawsze humor mam i Uśmiech trzeba mieć, sygnowana nazwą Grupa Dominika. 
Po rozpadzie grupy, muzycy rozpoczęli współpracę z innymi zespołami lub zakładali własne. Latem 1972 roku Buldeski założył zespół Piotr Pastor i Słońce. Nagrania grupy, takie jak Przemytnik, czy Ludzie z innej zmiany cieszyły się popularnością. Utwór Fruwam po ziemi ukazał się we wrześniu 2014 roku na składance Working Class Devils, Vol. 2. W 1975 roku powstał country-folkowy zespół Horoskop, który tworzyli: P. Buldeski (śpiew, gitara akustyczna, harmonijka ustna, kierownik muzyczny), Dariusz Eksanow (śpiew, gitara akustyczna), Romuald Kozłowski (gitara basowa) i Feliks Pankiewicz (perkusja). Po pewnym czasie dołączyła wokalistka Małgorzata Wojdak. Grupa nawiązała stałą współpracę z Maciejem Zembatym (teksty piosenek, tłumaczenie). Grała muzykę brzmieniowo zbliżoną do tego, co robił amerykański zespół The Band. Horoskop korzystnie zaprezentował się m.in. w Sali Kongresowej na Discoramie (kwiecień, 1975), gdzie występował obok popularnych wykonawców i podczas Żwirkonaliów (impreza w ramach Studenckiej Wiosny Estradowej). 
W 1976 Buldeski (i Pankiewicz) na krótko związał się z Grupą Dominika, a następnie z country-rockowym Bumerangiem, którego kierownikiem artystycznym był Franciszek Walicki. Zespół związany był z Bałtycką Agencją Artystyczną (BART) w Gdańsku. Przez rozwiązaną na początku 1978 roku grupę przewinęli się znani w owym czasie polscy muzycy: Jerzy Goleniewski (eks- Breakout), Ryszard Sygitowicz (eks- Dzikie Dziecko), Jan Pluta, czy Janusz Popławski (od początku roku 1977 kierownik muzyczny grupy). Bumerang prezentował program pt. Siedem kolorów tęczy, koncertował z grupą Breakout, zarejestrował swoje utwory dla P.R. Gdańsk (m.in. No i wreszcie mam to z głowy, czy prezentowana w programie telewizyjnym Nie pij tyle piosenka Jeszcze raz za siebie spójrz) i wylansował umiarkowane przeboje: To nie mnie o to pytaj i Aut oraz instrumentalną kompozycję W stylu country. Ponadto Buldeski i Bumerang wystąpili na Pop Session '76, obok węgierskiej grupy General oraz w programie telewizyjnym promującym trzeźwość Nie pij tyle.
W kolejnych latach Buldeski współpracował m.in. z Krzysztofem Jaryczewskim i z muzykami Oddziału Zamkniętego, którzy od stycznia do sierpnia 1981 roku tworzyli ostatni skład jego grupy Pastor Gang, która wzięła m.in. udział w koncercie Rock w Opolu  (1981). W sierpniu 1981 roku Buldeski wziął udział w I Przeglądzie Piosenki Prawdziwej w gdańskiej Hali Olivia, gdzie z towarzyszeniem Ryszarda Riedla wykonał pieśni: Kołysanka o nadziei i Niech żyje wojna (piosenka do tekstu Lucjana Szenwalda – śpiewał ją m.in. Stanisław Grzesiuk). Nagrania zostały opublikowane w sierpniu 2014 roku na trzypłytowym wydawnictwie pt. Niepokorni - I Przegląd Piosenki Prawdziwej - Hala Olivia, Sierpień 1981 (3xCD, Polskie Radio). Ponadto song Niech żyje wojna był znany wcześniej z repertuaru kaset: I Przegląd Piosenki Prawdziwej (Radiowa Agencja Solidarność Gdańsk, 1981) i Niech żyje wojna (Oficyna Szczecin, 1984). W latach osiemdziesiątych artysta wyjechał z Polski i zamieszkał w Australii. Zmarł na raka w niedzielę 6 lutego 2005 roku w Brisbane. 23 października 2020 roku, nakładem GAD Records ukazał się album pt. Biegnijmy w słońce z zachowanymi nagraniami telewizyjnymi i radiowymi Rodziny Pastora z lat 1971-1972.